# Phyllopodopsyllus petkovskii
Phyllopodopsyllus petkovskii är en kräftdjursart som beskrevs av Kunz 1984. Phyllopodopsyllus petkovskii ingår i släktet Phyllopodopsyllus och familjen Tetragonicipitidae. Inga underarter finns listade i Catalogue of Life.